# بخش کنکورد (شهرستان راس، اوهایو)
بخش کنکورد (به انگلیسی: Concord Township) یک منطقهٔ مسکونی در ایالات متحده آمریکا است که در شهرستان روس، اوهایو واقع شده‌است.
 بخش کنکورد ۱۹۶٫۱ کیلومتر مربع مساحت و ۴٬۱۰۷ نفر جمعیت دارد و ۲۲۵ متر بالاتر از سطح دریا واقع شده‌است.